# Paolo Ettorre
Paolo Ettorre (Taranto, 5 settembre 1946 – Roma, 20 gennaio 2007) è stato un pubblicitario italiano, CEO della Saatchi & Saatchi dal 1993 e figura di riferimento nel mondo della comunicazione italiano.

## Biografia
Dopo la maturità classica, trascorre un anno negli Stati Uniti, ad Angleton, Texas, dove consegue il diploma della Scuola Superiore. Si laurea in Giurisprudenza presso l'Ateneo di Firenze nel 1970.
Nel 1972 frequenta uno Studio di Diritto Internazionale a Londra, ma l'anno dopo decide di lasciare la professione legale per trasferirsi a Roma ed iniziare la sua attività di pubblicitario, nel reparto marketing della Saatchi & Saatchi, agenzia dove percorre tutte le tappe della sua carriera. Cinque anni dopo si trasferisce nella sede di New York per lavorare sul più importante Cliente dell'Agenzia, Procter & Gamble. Al ritorno dal periodo di lavoro negli Stati Uniti, diventa prima Direttore Generale nel 1985 e, successivamente, nel 1993 Presidente ed Amministratore Delegato, della sede italiana.
Nel 2002 viene nominato Chairman Europeo, la più alta carica mai ricoperta da un pubblicitario italiano all'interno di un network internazionale.
Nel corso della sua più che trentennale carriera, Paolo Ettorre presta la sua consulenza per le campagne pubblicitarie di importanti società multinazionali come Procter & Gamble, Johnson & Johnson, British Airways, IBM, Renault, Pfizer, Avis, e nazionali come Enel, Autostrade, Poste Italiane, Telecom, Tim, Alitalia, Bulgari, Monopoli di Stato, Mondadori, Finmeccanica. Dalla collaborazione con la Banca di Roma, nel 1992 nascono i famosi spot con protagonista Paolo Villaggio, per la regia di Federico Fellini: gli spot si aggiudicano il prestigioso Leone d'Oro all'International Festival of Creativity di Cannes. Nello stesso anno Paolo Ettorre cura la realizzazione per la Coop di cinque spot, scritti e diretti da Woody Allen.
Dal 1990, Paolo Ettorre ha l'intuizione di impegnare, sempre a titolo gratuito, la Saatchi & Saatchi nell'area della comunicazione sociale per tantissime realtà del settore: WWF, Unicef, Greenpeace, Medici Senza Frontiere e la Comunità di Sant'Egidio.
Nel 2008, ad un anno dalla morte di Paolo Ettorre, la moglie, Annette Pickford, e i figli Mario Andrea, Lorenzo e Francesca Ettorre, fondano l'Associazione “Socially Correct”, con l'obiettivo di contribuire a creare un senso di responsabilità sociale nei giovani talenti, sensibilizzando l'opinione pubblica su uno specifico problema sociale e, nello stesso tempo, premiando l'eccellenza creativa italiana attraverso un concorso annuale dedicato agli studenti delle scuole di arte e comunicazione. La stessa Associazione si avvale della collaborazione della Fondazione Festival dei Due Mondi di Spoleto e dell'Agenzia Saatchi & Saatchi per l'organizzazione del concorso, il cui premio consiste in un periodo di stage di sei mesi presso il reparto creativo dell'Agenzia Saatchi & Saatchi, dove Paolo Ettorre ha trascorso 35 anni della sua carriera.